# Melastoma intermedium
Melastoma intermedium är en tvåhjärtbladig växtart som beskrevs av Stephen Troyte Dunn. Melastoma intermedium ingår i släktet Melastoma och familjen Melastomataceae. Inga underarter finns listade i Catalogue of Life.